# Nikola Jerković
Nikola Jerković (Metković, 14. prosinca 1977.) je hrvatski multi-instrumentalist koji trenutno živi i radi u Zagrebu. 
Uz Ljubomira Kraljevića, Nikola je osnivač elektroničke grupe Cappricorns s kojom ima dva izdanja, Capricorns (2003.) i Surrender? (2005.). 
Na početku karijere svirao je bas-gitaru u grupi Meritas, a zatim u etno grupi Legen.
2006. godine započeo je suradnju s grupom Prljavo kazalište, što je rezultiralo albumom Tajno ime (2008.), na kojem Capricorns potpisuje bonus skladbe povodom 30 godina od objavljivanja prvog vinila Prljavog Kazališta : Sretno dijete, Sve je lako kad si mlad i Kao. 
Godine 2009. Kraljević i Jerković krenuli su u novi projekt pod nazivom The Bonebomb.
Nikola je diplomirao na zagrebačkom sveučilištu i radi kao profesor defektologije[nedostaje izvor]. 
Fotograf Antonio Jerković je Nikolin brat.